# Matthias Hölle
Matthias Hölle (* 8. Juli 1951 in Rottweil) ist ein deutscher Opernsänger (Bass).

## Leben
Matthias Hölle wurde nach seinem Gesangsstudium an der Musikhochschule Stuttgart zunächst als Oratoriensänger bekannt. Von 1976 bis 1987 gehörte er zum Ensemble der Oper Köln, danach wechselte er zur Stuttgarter Oper.
Von 1981 bis 2001 sang er jeden Sommer bei den Bayreuther Festspielen – als Hunding (Die Walküre), Fasolt (Das Rheingold), 2. Gralsritter, Titurel und Gurnemanz (Parsifal), Nachtwächter und Veit Pogner (Die Meistersinger von Nürnberg), König Marke (Tristan und Isolde) sowie Daland (Der fliegende Holländer).
Im Laufe seiner Karriere gastierte er z. B. an der Mailänder Scala und der Metropolitan Opera New York sowie den Salzburger Festspielen. Neben den Wagner-Rollen, mit denen er auch an zahlreichen Bühnen außerhalb der Bayreuther Festspiele bekannt wurde, singt er u. a. auch den Sarastro (Die Zauberflöte) und den Rocco (Fidelio).

## Aufnahmen (Auswahl)
- Ludwig van Beethoven Missa solemnis, ORF-Radiosymphonieorchester Wien, Dirigent: Michael Gielen, 1985
- Ludwiag van Beethoven Fidelio (Rocco), SYmphonyorchester des Bayerischen Rundfunks, Dirigent: Colin Davis, 1996
- Wolfgang Amadeus Mozart Don Giovanni (Komtur), Gürzenich-Orchester Köln, Dirigent: James Conlon, 1991 (DVD)
- Anton Bruckner Messe Nr. 3 F-Dur, Münchner Philharmoniker, Dirigent: Sergiu Celibidache, 1993 (DVD)
- Richard Wagner Parsifal (Gurnemanz), Berliner Philharmoniker, Dirigent: Daniel Barenboim, 1990
- Richard Wagner Parsifal (Titurel), Staatskapelle Berlin, Dirigent: Daniel Barenboim, 2016 (DVD)
- Richard Wagner Parsifal (Titurel), Orchester der Bayreuther Festspiele, Dirigent: Giuseppe Sinopoli, 1998 (DVD)
- Richard Wagner Die Walküre (Hunding), Orchester der Bayreuther Festspiele, Dirigent: Daniel Barenboim, 1991 (auch DVD)
- Richard Wagner Die Meistersinger vn Nürnberg (Veit Pogner), Orchester der Bayreuther Festspiele, Dirigent: Daniel Barenboim, 2000 (auch DVD)
- Richard Wagner Tristan und Isolde (König Marke), Orchester der Bayreuther Festspiele, Dirigent: Daniel Barenboim, 1995 (DVD)